# Shenley Training Centre
Shenley Training Centre to nowoczesny ośrodek szkolenia klubu Premier League, Arsenalu. Zlokalizowany w Shenley w Hertfordshire wielomilionowy projekt został otwarty w 1999. Wkrótce mają być wprowadzane kolejne usprawnienia.
Reprezentacja Anglii ma podpisaną umowę z Arsenalem, która gwarantuje reprezentacji możliwość używania boiska i przygotowywania się do meczów rozgrywanych na Wembley. Również zespół futbolu amerykańskiego New Orleans Saints w październiku 2008 odbył w Shenley obóz treningowy przygotowujący do rozgrywanej w Londynie NFL International Series. W 2007 Arsenal za odpowiednią cenę udostępnił swoje centrum New York Giants i Miami Dolphins.